# Edmore (Dakota del Nord)
Edmore è un centro abitato (city) degli Stati Uniti d'America, situato nella Contea di Ramsey nello Stato del Dakota del Nord. Nel censimento del 2000 la popolazione era di 256 abitanti. La città è stata fondata nel 1901.

## Geografia fisica
Secondo i rilevamenti dell'United States Census Bureau, la località di Edmore si estende su una superficie di 0,70 km², tutti occupati da terre.

## Popolazione
Secondo il censimento del 2000, a Edmore vivevano 256 persone, ed erano presenti 64 gruppi familiari. La densità di popolazione era di 366 ab./km². Nel territorio comunale si trovavano 143 unità edificate. Per quanto riguarda la composizione etnica degli abitanti, il 98,05% era bianco, lo 0,78% era nativo e l'1,17% apparteneva a due o più razze. La popolazione di ogni razza ispanica corrispondeva allo 0,78% degli abitanti.
Per quanto riguarda la suddivisione della popolazione in fasce d'età, il 14,5% era al di sotto dei 18, l'1,2% fra i 18 e i 24, il 14,8% fra i 25 e i 44, il 25,8% fra i 45 e i 64, mentre infine il 43,8% era al di sopra dei 65 anni di età. L'età media della popolazione era di 60 anni. Per ogni 100 donne residenti vivevano 92,5 maschi.